# 노걸대

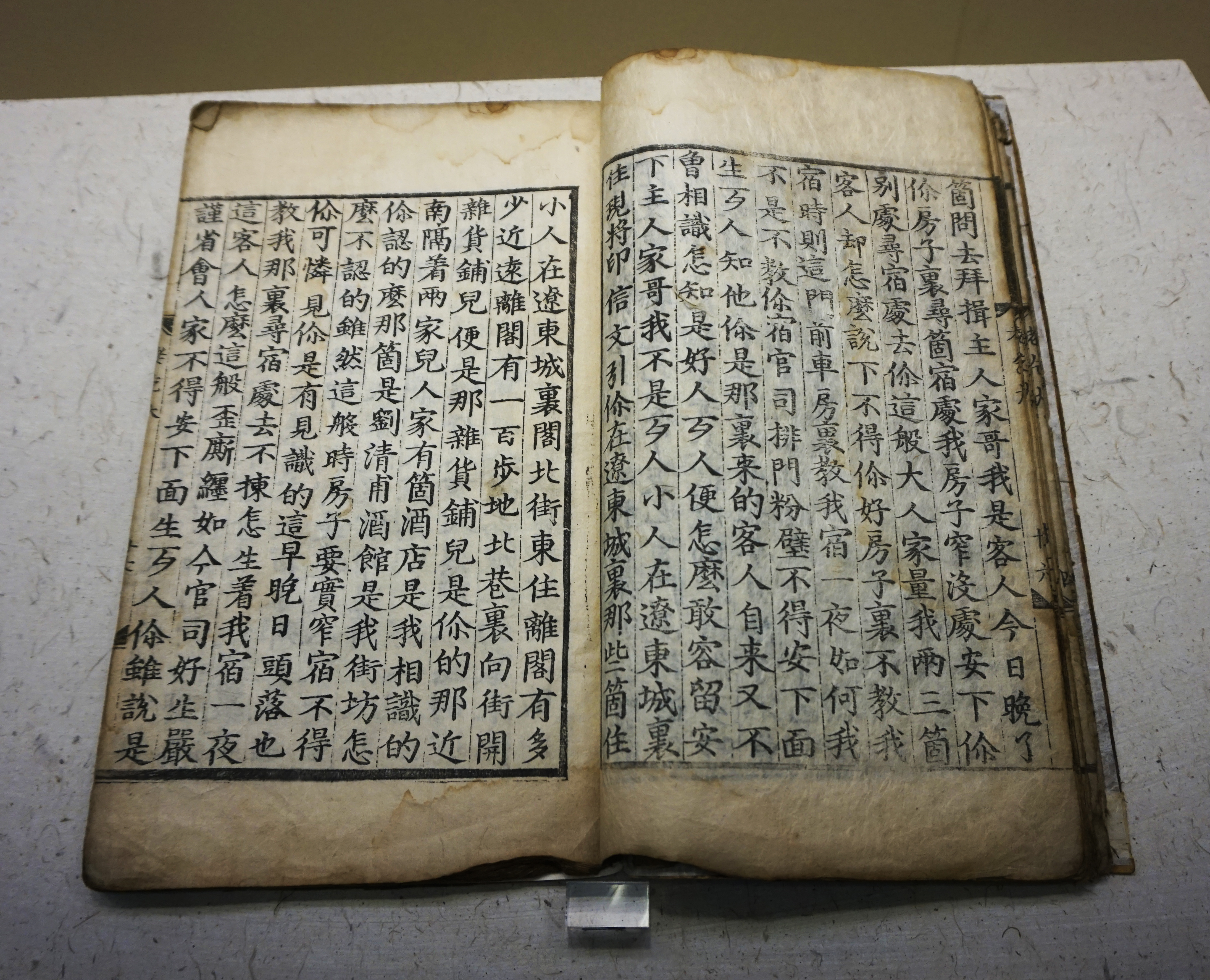
《노걸대》(16세기)

《노걸대》(老乞大)는 고려와 조선 시대의 중국어 구어 교본이다. 상하 2권.

## ‘노걸대’의 의미
제목의 ‘걸대’(乞大, 중원음운: kʰi.tai)는 요대에 북중국을 통치하던 ‘거란’을 한자로 음사한 것이다. 이것이 중국과 중국인을 지칭하는 일반적인 명칭이 되었다. 따라서 ‘걸대’는 중국인을 의미하며, ‘노’(老)는 당대(唐代)부터 친근함을 나타내기 위한 접두사로 사용되어 왔다.

## 개요
고려 말에 처음 편찬되었으며, 조선시대에는 사역원의 중국어 교재로 채택되었다. 책의 제목이 처음 등장하는 것은 《세종실록》에서부터이다. 세 명의 고려 상인이 특산품인 말과 인삼, 모시 등을 싣고 중국의 북경으로 가서 팔고 그곳의 특산품을 사서 돌아올 때까지의 내용을 담았다. 상권은 완전히 회화체로 되어 있으며, 말을 사고 파는 법이나 북경에 도착하여 여관에 드는 방법, 조선의 특산물인 인삼을 소개하는 방법 등이 중국어로 소개되어 있는, 여행이나 실무에 필요한 실용 회화책이다. 48장 106절로 구성된 주요 장면마다 대화가 있어서 이것을 가지고 중국어를 익힐 수 있도록 하였다.
고려시대에 집필된 원본 《노걸대》은 다음과 같은 문장으로 시작한다.
伴當，恁從那裏來？
노형! 노형들께서는 어디에서 오십니까?
俺從高麗王京來。
우리는 고려 왕경에서 오는 길입니다.
如今那裏去？
지금은 어디로 가십니까?
俺往大都去。
우리는 대도로 갑니다.

## 판본
《노걸대》는 북방 중국어 구어의 변화에 따라 시대별로 개정되었고 복수의 판본이 존재한다. 원문에 두 종류의 한자음인 정음과 속음을 달고 한국어로 번역한 언해본이 존재하는데, 《노걸대언해》(老乞大諺解)는 최세진이 언해했다고 하나 원본은 전해지지 않고 중간본과 1944년의 영인본만 전해진다. 언해본은 중세 한국어 연구 자료로 쓰인다.
한문본으로는 《노걸대》, 《중간노걸대》(重刊老乞大)와 1763년에 내용을 새 실정에 맞춰서 펴낸 《노걸대신석》(老乞大新釋)이 있다.
초판은 원대의 한아(漢兒) 언어로 적힌 원본 《노걸대》는 1346년에 중국을 여행 고려 상인에 의해 14세기 중반 작성되어 고려 사역원에서 사용되었다. 《노걸대》와 《박통사》는 저명한 어학서였고, 15세기 조선의 기록에서 역관의 필수 도서로 묘사되었다. 원본과 가장 가깝다고 여겨지는 15세기 초 판본이 1998년에 서지학자 남권희에 의해 대구에서 발견되어 정광이 이를 연구하였다. 원본 《노걸대》는 고관화(古官話)와 원대의 한아(漢兒) 언어에 관한 귀중한 정보를 제공한다.
시대가 지나면서 한아 언어는 변화하였다. 1483년에 중국인 갈귀(葛貴)가 원본의 언어와 크게 달라진 명대의 관화(官話)를 반영하기 위해 수정하였다. 원간본은 전하지 않고 산개본(刪改本)의 복각본만 전한다. 이를 바탕으로 조선의 학자 최세진이 16세기 초에 언해본을 저술했으며, 구분을 위해 편의상 《번역노걸대》(飜譯老乞大)라고 칭한다. 최세진의 판본은 중국어의 음을 훈민정음으로 달고 언해한 것으로, 후기 중세 한국어의 구어체를 반영했다. 1547년 이전에 간행된 갑인자 복각본도 있으며 통문관 산기문고(山氣文庫)에서 소장중이다.
1670년에 사역원에서 펴낸 《노걸대언해》(老乞大諺解)는 산개본의 일종이다. 《번역노걸대》와 마찬가지로 원문과 언해문이 실려 있고, 17세기 당시의 상황을 반영한 발음과 번역으로 개정되었다. 이것을 1745년에 중간한 평양판 《노걸대언해》도 존재한다. 원고는 사역원에서 담당했고 간행만 평양에서 이루어졌다.
1761년에 변헌(邊憲) 등이 청대의 관화로 수정한 《노걸대신석》(老乞大新釋)이 간행되었다. 이 때 원문의 고려(高麗)가 모두 조선(朝鮮)으로 변경되었다. 1763년에 내용을 새 실정에 맞춰서 펴낸 《노걸대신석언해》(老乞大新釋諺解)는 권1이 컬럼비아 대학 도서관에 소장되어 있다.
이수(李洙) 등이 신석본을 다시 아어(雅語)로 고쳐 중간한 《중간노걸대》(重刊老乞大)는 1795년 이후에 나타났으며, 그것을 언해한 《중간노걸대언해》(重刊老乞大諺解)는 연대와 저자가 확실치 않다. 이 판본에서는 중국어의 구어적인 면모가 더 적게 나타난다.
다음 표에 《노걸대》의 한어본과 언해본의 연대를 일목요연하게 나열하였다.
| 한어본            | 한어본 | 한어 언해본           | 한어 언해본 |
| ----------------- | ------ | --------------------- | ----------- |
| 원본 《노걸대》   | 14세기 | 한어 언해본           | 한어 언해본 |
| 산개본 《노걸대》 | 1483년 | (번역)《노걸대》      | 1510년대    |
| 산개본 《노걸대》 | 1483년 | 《노걸대언해》        | 1670년      |
| 산개본 《노걸대》 | 1483년 | 평양판 《노걸대언해》 | 1745년      |
| 《노걸대신석》    | 1761년 | 《노걸대신석언해》    | 1763년      |
| 《중간노걸대》    | 1795년 | 《중간노걸대언해》    | 1795년      |

## 번역본

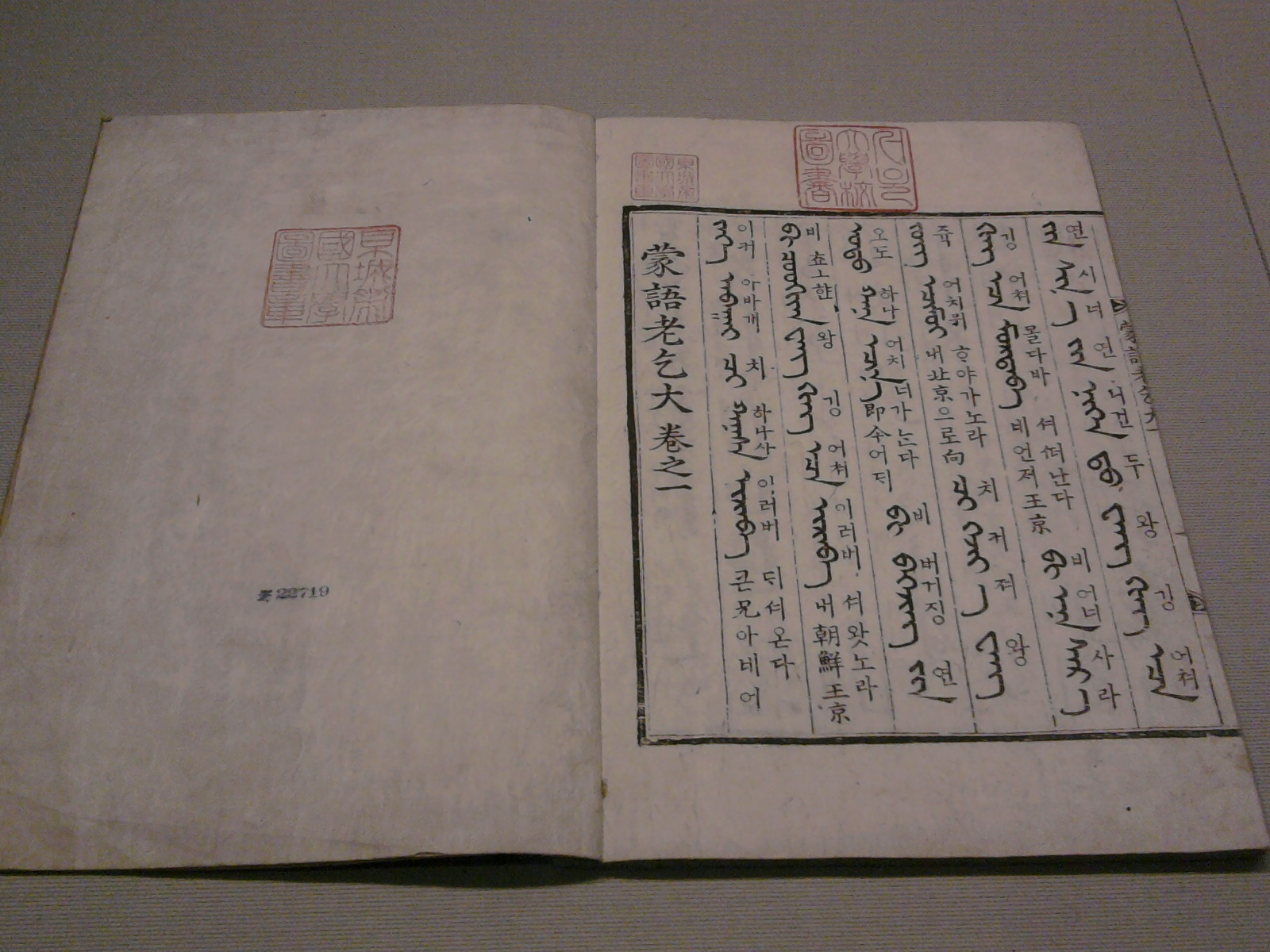
《몽어노걸대》

한어(漢語; 중국어)를 원문으로 하는 노걸대는 지금까지 언해본, 몽어(蒙語; 몽골어), 청어(淸語; 만주어), 왜어(倭語; 일본어)로 번역되어 조선 사역원의 어학 교재로 사용되었다.

### 몽어노걸대
《몽어노걸대》(蒙語老乞大)는 몽골어로 《노걸대》의 내용을 싣고 한글로 음을 달아 풀이해놓은 책(8권 8책, 목판본)이다. 영조 17년(1741년)에 당시의 몽학관(蒙學官)이던 이최대(李最大)가 몽골어로 된 《몽어노걸대》를 펴냈다. 정조 14년(1790년)에 훈장 이억성(李億成)이 증보 간행하였다. 《첩해몽어》·《몽어유해》의 다른 두 책과 더불어 '몽학삼서(蒙學三書)'라 불린다.
2007년 5월에 당시의 몽골 대통령 부부가 《몽어노걸대》를 보기 위해 서울대학교 규장각을 방문하였다.

### 청어노걸대
숙종 6년(1680년)에 최후택(崔厚澤) 등이 만주어로 된 《청어노걸대》(淸語老乞大)를 펴냈는데, 지금은 영조 41년(1765년)의 수정본만이 파리 동양어학교 도서관과 대영도서관, 탁족문고에 소장되어 남아 있다. 수정본은 당시 함흥역학으로 있던 김진하(金振夏)가 만주어의 음과 철자를 고쳐 기영(箕營, 지금의 평양)에서 간행한 것이다. 행마다 왼쪽에 만주문자를 적고 오른쪽에 그 음을 한글로 옮겨 적었으며, 문장이나 구절이 끝나면 한국어로 뜻을 풀이해 놓았다. 이후 간행된 《청어총해》(淸語總解)에 포함되어 출판되었지만 현재는 전하지 않는다.
연세대학교 인문과학연구소에서 파리 동양어학교 도서관 소장본을 영인하여 출간하였다.

### 왜어노걸대
《왜어노걸대》(倭語老乞大)는 현전하지 않는다.

## 현대 한국어역
- 정광 옮김, 《원본노걸대》, 김영사, 2004년, ISBN 8934914513
- 정광 옮김, 《역주 번역노걸대와 노걸대언해》, 신구문화사, 2006, ISBN 9788976681270
- 정광 옮김, 《역주 원본노걸대》, 박문사, 2010, ISBN 9788994024455
- 최동권·김양진·김유범·황국정·신상현 옮김, 《역주 청어노걸대신석》, 박문사, 2012, ISBN 9788994024646
- 이육화 옮김, 《원본노걸대 신주신역》, 신아사, 2015, ISBN 9788983969224

## 같이 보기
- 첩해신어

### 참고 문헌
- Dyer, Svetlana Rimsky-Korsakoff (1983), 《Grammatical analysis of the Lao Ch'i-ta: with an English translation of the Chinese text》, Faculty of Asian Studies, Australian National University, hdl:1885/114793, ISBN 978-0-909879-18-1.
- Kim, Kwangjo (1991), 《A phonological study of Middle Mandarin: reflected in Korean sources of the mid-15th and early 16th centuries》 (PhD thesis), University of Washington, OCLC 24343149.
- Kim, Youngman (1989), 《Middle Mandarin Phonology: A Study Based on Korean Data》 (PhD thesis), Ohio State University, OCLC 753733450.
- Kornicki, Peter Francis (2018), 《Languages, scripts, and Chinese texts in East Asia》, Oxford University Press, ISBN 978-0-198-79782-1.
- Lee, Ki-Moon; Ramsey, S. Robert (2011), 《A History of the Korean Language》, Cambridge University Press, ISBN 978-1-139-49448-9.
- Norman, Jerry (1988), 《Chinese》, Cambridge: Cambridge University Press, ISBN 978-0-521-29653-3.
- Pulleyblank, Edwin G. (1991), 《Lexicon of reconstructed pronunciation in early Middle Chinese, late Middle Chinese, and early Mandarin》, Vancouver: University of British Columbia Press, ISBN 978-0-7748-0366-3.
- Song, Ki-joong (2001), 《The Study of Foreign Languages in the Chosŏn Dynasty (1392–1910)》, Seoul: Jimoondang, ISBN 978-89-88095-40-9.
- Sun, Chaofen (1996), 《Word-order Change and Grammaticalization in the History of Chinese》, Stanford University Press, ISBN 978-0-8047-2418-0.
- Wadley, Stephen Alexander (1987), 《A translation of the "Lao Qida" and investigation into certain of its syntactic structures》 (PhD thesis), University of Washington, OCLC 15926747.
- Wilkinson, Endymion (2013), 《Chinese History: A New Manual》, Cambridge, MA: Harvard University Press, ISBN 978-0-674-06715-8.